# Loriculus sclateri
Loriculus sclateri (лат.) — вид птиц отряда попугаеобразных. Эндемик лесов и близлежащих мест обитания на индонезийских островах Бангай и Сула, расположенных к востоку от Сулавеси и относящихся к провинции Северное Малуку.

## Описание и таксономия
Иногда его рассматривают как подвид молуккского висячего попугайчика, но эти две формы все чаще рассматриваются как отдельные виды из-за их явных различий в оперении и размере (14 см для Loriculus sclateri против 11 см для молуккского висячего попугайчика). Когда Loriculus sclateri был признан отдельным видом, его часто считали монотипическим, но подвид L. s. ruber с островов Бангай недавно был повторно утвержден, в результате чего номинальным подвидом стал подвид с острова Сула. Оба подвида имеют зелёное оперение с красными перьями на подбородке, надхвостье и передней кромке крыла. У L. s. sclateri, окраска «мантии» варьирует от горчично-оранжевого до красного с широкой оранжевой каймой, тогда как «мантия» у L. s. ruber красная с очень небольшим оранжевым краем. Кроме того, красное надхвостье ярче у L. s. ruber, чем у L. s. sclateri.

## Распространение и среда обитания
Loriculus sclateri встречается на островах Сула и на значительной части островов, входящих в архипелаг Бангай, в частности, на Пеленге, Лабобо, Мелилисе и Сехо. При этом он отсутствует на расположенном неподалеку острове Бангкурунг, как и на близлежащем побережье Сулавеси.

## Экология
Обычно встречается на участках ниже 450 метров в старовозрастных лесах, вторичных лесах, вблизи сельскохозяйственных угодий с разбросанными деревьями, плантациями и опушками леса. Обычно встречается поодиночке или небольшими группами. Пары обычно гнездятся в дуплах деревьев и пней, так как предпочитают узкие, длинные дупла с небольшими отверстиями. Чтобы переносить материалы для строительства гнезда внутри дупла, этот вид заправляет такие материалы, как небольшие веточки, себе под крыло, а затем несет их к месту гнездования. Размножение обычно происходит с января по апрель, а второй сезон происходит с июля по сентябрь. В период размножения самец демонстрирует сложную церемонию ухаживания, чтобы привлечь самку. Самец приближается к самке небольшими шагами с подпрыгиваниями, издавая трель. Он также вытягивает шею, чтобы показать синее пятно на горле, одновременно поднимая хвост, демонстрируя хвостовые перья. Этот вид также занимается ухаживающим кормлением. В кладке от 2 до 4 яиц. Самка насиживает яйца примерно 20 дней, пока самец ее кормит. Длина яйца 15-18 мм. Молодые птицы оперяются примерно в 32-дневном возрасте и обычно становятся полностью самостоятельными через 10-11 дней.

## Охрана
Пока Loriculus sclateri считается видом под наименьшей угрозой. Как и большинству других птиц рода висячие попугайчики (Loriculus), этому виду угрожает вырубка лесов, чтобы освободить землю для ферм, горнодобывающих работ и лесозаготовок. Ему также угрожает незаконная торговля дикими животными.